# جین پولار
جین پولار (انگلیسی: Gene Pollar؛ ‏ ۱۶ سپتامبر ۱۸۹۲ – ۲۰ اکتبر ۱۹۷۱) آتش‌نشان اهل ایالات متحده آمریکا بود.
او در سن ۲۸ سالگی و با ۱۸۸ سانتیمتر قد و ۹۷.۵ کیلوگرم وزن، سومین بازیگری است که در نقش تارزان ظاهر شد. دستمزد او ۱۰۰ دلار در هفته بود.

## گزیده فیلمشناسی
از فیلم‌ها یا برنامه‌های تلویزیونی که وی در آن نقش داشته‌است می‌توان به آثار زیر اشاره کرد:
- انتقام تارزان (۱۹۲۰)